# Добирлеу
Добирлеу (рум. Dobârlău) — село у повіті Ковасна в Румунії. Адміністративний центр комуни Добирлеу.
Село розташоване на відстані 145 км на північ від Бухареста, 15 км на південний схід від Сфинту-Георге, 23 км на північний схід від Брашова.

## Населення
За даними перепису населення 2002 року у селі проживали 1087 осіб, з них 1084 особи (99,7%) румунів. Рідною мовою 1084 особи (99,7%) назвали румунську.